# Accademia Carrara
Accademia Carrara er et italiensk kunstmuseum og et akademi for les beaux-arts, som er beliggende i Bergamo.
Kunstgalleriets oprindelse skyldes grev Giacomo Carrara, mæcen og kunstsamler, som efterlod sin omfattende samling til byen Bergamo i slutningen af det 18. århundrede. Efter grevens død i 1796 blev hans ejendele bestyret af en udnævnt kommissær til 1858, hvorefter bystyret i Bergamo overtog det formelle tilsyn. I 1810 blev en ny bygning i nyklassisistisk stil opført baseret på et projekt af arkitekten Simone Elia, elev af Leopoldo Pollack.
Museet har fortsat udvidelsen af den faste samling såvel ved indkøb som ved donationer. I 2006 ejer museet 1.800 malerier fra 15.-19. århundrede af kunstnere som Pisanello, Botticelli, Bellini, Mantegna, Rafael, Moroni, Baschensis, Fra Galgario, Tiepolo, Canaletto og Piccio.
Ud over malerier omfatter samlingen tegninger og tryk, bronzefigurer, skulpturer, porcelæn, møbler og en samling af medaljer.
I 1793, da han første gang åbnede for offentlig adgang til sit galleri, besluttede grev Giacomo Carrara, at der skulle startes tegne- og malekurser samme sted. Dette udviklede sig til en skole, der indtil 1912 var placeret i samme bygning som kunstgalleriet, og som nu findes i sin egen bygning tæt herved. I 1988 blev skolen officielt anerkendt som akademi under navnet Accademia di Belle Arti (Les beaux-arts akademi).
I 1991 blev galleriet for moderne kunst, Galleria d'Arte Moderna e Contemporanea (GAMEC), føjet til museet. Det er placeret i en bygning, der kan findes over for den nyklassisistiske bygning, som indeholder det oprindelige galleri, i et renoveret tidligere nonnekloster. For tiden omfatter dette galleri 10 udstillingssale fordelt på tre etager. Med indkøbet af Raccolta Gianfranco e Luigia Spajani i juni 1999 omfatter den permanente samling nutidige arbejder af italienske og udenlandske kunstnere fra det 20. århundrede som: Boccioni, Balla, Morandi, Campigli, Casorati, Savinio, De Chirico, Kandinsky, Sutherland og Manzù.